# Andouillé-Neuville
Andouillé-Neuville es una localidad y comuna francesa en la región administrativa de Bretaña, en el departamento de Ille y Vilaine y en el distrito de Rennes. 

## Demografía
| 448 | 428 | 398 | 365 | 423 | 504 |
| Para los censos de 1962 a 1999 la población legal corresponde a la población sin duplicidades (Fuente: INSEE [Consultar]) |     |     |     |     |     |